# Plaques de matrícula de Noruega

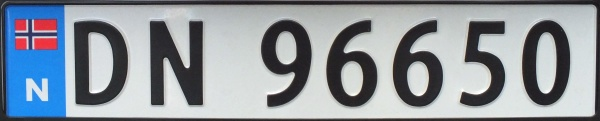
Format actual de matrícula amb el codi DN d'Oslo.

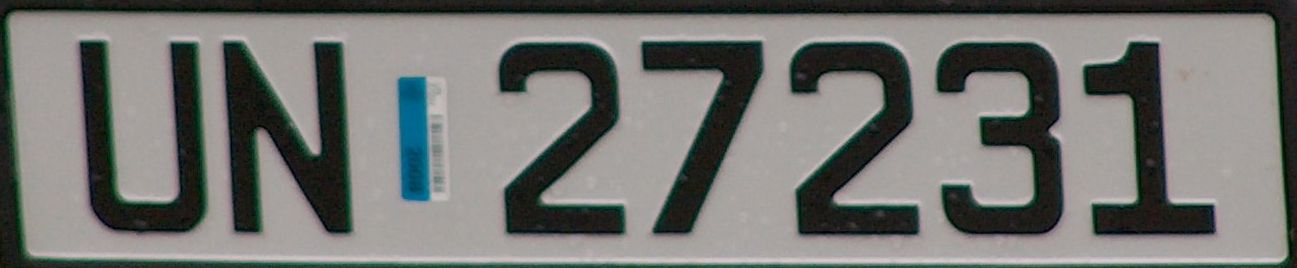
Tipografia utilitzada entre 2002-2006.

Les plaques de matrícula dels vehicles de Noruega segueixen un sistema alfanumèric format per dues lletres i quatre o cinc xifres (per exemple,  AB 12345) introduït el 1971, en què les dues lletres indiquen la procedència del vehicle.
El format i la tipografia, anomenada "Traffikkalfabetet", va mantenir-se inalterable fins al 2002 quan el Ministeri de Transport i Comunicacions va estandarditzar les mides dels caràcters i canvià a una tipografia més quadrada. Però aquesta nova tipografia no va tenir èxit degut als problemes de llegibilitat per part de càmeres OCR de la policia i dels peatges, per exemple, les lletres A i R eren sovint difícils de distingir. A partir de 2006 s'escollí la tipografia Myriad d'Adobe Systems per millorar-ne la llegibilitat, a més de deixar lloc a la placa per afegir-hi a l'esquerra la banda blava del format de matrícules de la UE amb mides 510mm × 110 mm que inclou el codi del país, N, i la bandera nacional. Des del 2009 es tornen a fabricar en alumini.
Les lletres Æ, Ø, i Å pròpies de l'alfabet noruec no s'utilitzen. Així com tampoc l'A, G, I, M, O, Q i W excepte en les combinacions GA, AW, UG, ZW i RW.

## Tipografia

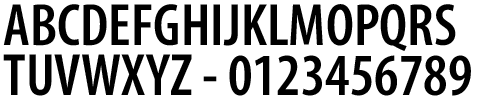
Tipografia Myriad d'Adobe Systems utilitzada en l'actualitat.

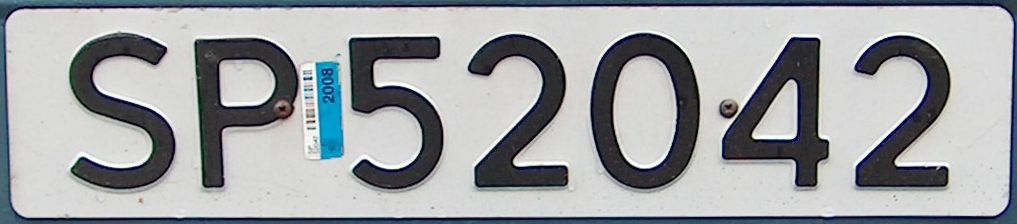
Tipografia "Traffikkalfabetet" utilitzada entre 1971-2002.

Fins al 2002 les plaques noruegues van utilitzar la tipografia de pal sec anomenada "Traffikkalfabetet". Es tracta d'una font basada en la DIN 1451, i desenvolupada el 1965 per Karl Petter Sandbæk, fou digitalitzada el 2006 per Jacob Øvergaard. Actualment aquesta tipografia continua utilitzant-se avui en dia en els senyals de trànsit.
A partir de l'1 de gener del 2002 es van introduir un nou tipus de lletra, l'anomenada "digitalskiltene" (signes digitals) amb vora negra. L'espai entre lletres i xifres es va incrementar una mica per deixar lloc al full de control. Tots els caràcters ocupaven el mateix espai i s'adaptaven a la lectura electrònica. La llegibilitat d'aquesta tipografia no va ser del tot exitosa ("A" i "R" massa semblants i confusoses) ja que donà problemes amb les càmeres de reconeixement de caràcters.
L'1 de novembre del 2006, es va canviar de nou la tipografia, adoptant aquest cop un tipus de lletra molt semblant a la lletra de pal sec Myriad o una variant d'aquesta.

## Codificació

Franja blava adoptada per Noruega i que afegeix la bandera nacional enlloc de la de la Unió Europea.

La següent taula mostra la relació entre el municipi de procedència i el codi de lletres que el representa.
| Municipi       | Comptat          | Codis                                                          |
| -------------- | ---------------- | -------------------------------------------------------------- |
| Halden         | Østfold          | AA, AB, AC                                                     |
| Fredrikstad    | Østfold          | AD, AE, AF, AH, AR, A,S AT, AU, AV, AW                         |
| Moss (Noruega) | Østfold          | AX, AY, AZ, BA, BB, FN                                         |
| Mysen          | Østfold          | AJ, AK, AL, AN, AP, BW                                         |
| Oslo           | Oslo             | DA, DB, DC, DD, DE, DF, DH, DJ, DK, DL, DN, DP, DR, DS         |
| Asker og Bærum | Akershus         | BL, BN, BP, BR, BS, BT, BU, BV, BX, BY, BZ, CA, CB             |
| Follo          | Akershus         | BC, BD, BE, BF, BH, BJ, BK                                     |
| Jessheim       | Akershus         | CV, CX, CY, CZ                                                 |
| Lillestrøm     | Akershus         | CC, CE, CF, CH, CJ, CK, CL, CN, CP, CR, CS, CT, CU             |
| Elverum        | Hedmark          | HB, HC, HD, HE                                                 |
| Hamar          | Hedmark          | FS, FT, FU, FV, FX, FY, FZ, HA                                 |
| Kongsvinger    | Hedmark          | HJ, HK, H,L HN, HP, HR                                         |
| Tynset         | Hedmark          | HF, HH                                                         |
| Fagernes       | Oppland          | JR, JS, JT                                                     |
| Gjøvik         | Oppland          | JC, JD, JE, JF, JH, JJ, JK, JL, JN, JP, KW                     |
| Lillehammer    | Oppland          | HS, HT, HU, HV, HX                                             |
| Otta           | Oppland          | HZ, JA, JB                                                     |
| Drammen        | Buskerud         | KE, KF, KH, KJ, KK, KL, KN, KP, KR, KS                         |
| Hallingdal     | Buskerud         | KB, KC, KD                                                     |
| Kongsberg      | Buskerud         | KT, KU, KV, KX, KY                                             |
| Hønefoss       | Buskerud         | JU, JV, JX, JY, JZ, KA                                         |
| Horten         | Vestfold         | KZ, LA, LB, LC, LD, LE                                         |
| Larvik         | Vestfold         | LS, LT, LU, LV, LX, LZ, NA, NB, NC                             |
| Sandefjord     | Vestfold         | LY, NA                                                         |
| Tønsberg       | Vestfold         | LH, LJ, LK, LL, LN, LP, LR                                     |
| Notodden       | Telemark         | NV, NX, NY, NZ                                                 |
| Rjukan         | Telemark         | PA, PB                                                         |
| Skien          | Telemark         | ND, NE, NF, NH, NJ, NK, NL, NN, NP, NR, NT, NU                 |
| Arendal        | Aust-Agder       | PC, PD, PE, PF, PH, PJ, PK                                     |
| Setesdal       | Aust-Agder       | PL, LF                                                         |
| Flekkefjord    | Vest-Agder       | RA, RB                                                         |
| Kristiansand   | Vest-Agder       | PN, PP, PR, PS, PT, PU, PV                                     |
| Mandal         | Vest-Agder       | PX, PY, PZ, RC, RD                                             |
| Egersund       | Rogaland         | RZ, SA, SB                                                     |
| Haugesund      | Rogaland         | SC, SD, SE, SF, SH, SJ, SK, SL                                 |
| Stavanger      | Rogaland         | RE, RF, RH, RJ, RK, RL, RN, RP, RR, RS, RT, RU, RV, RX, RY, RW |
| Bergen         | Hordaland        | SN, SP, SR, SS, ST, SU, SV, SX, SY, SZ, TA, TB, TC, TD, TE,    |
| Odda           | Hordaland        | TS, TT, TU                                                     |
| Stord          | Hordaland        | TL, TN, TP, TR                                                 |
| Voss           | Hordaland        | TF, TH, TJ, TK                                                 |
| Førde          | Sogn og Fjordane | TV, TX, TY, TZ                                                 |
| Nordfjordeid   | Sogn og Fjordane | UA, UB                                                         |
| Sogndal        | Sogn og Fjordane | UC, UD                                                         |
| Kristiansund   | Møre og Romsdal  | UX, UY, UZ, VA                                                 |
| Molde          | Møre og Romsdal  | UR, US, UT, UU, UV                                             |
| Sunndalsøra    | Møre og Romsdal  | VB, VC                                                         |
| Ørsta          | Møre og Romsdal  | UN, UP                                                         |
| Ålesund        | Møre og Romsdal  | UE, UF, UH, UJ, UK, UL, UG, UW                                 |
| Brekstad       | Sør-Trøndelag    | XA, XB, XC                                                     |
| Orkdal         | Sør-Trøndelag    | VX, VY, VZ                                                     |
| Støren         | Sør-Trøndelag    | VS, VT, VU, VV                                                 |
| Trondheim      | Sør-Trøndelag    | FP, VD, VE, VF, VH, VJ, VK, VL, VN, VP, VR                     |
| Levanger       | Nord-Trøndelag   | XK, XL                                                         |
| Namsos         | Nord-Trøndelag   | XR, XS, XT, XU                                                 |
| Steinkjer      | Nord-Trøndelag   | XD, XE, XF, XH, XJ                                             |
| Stjørdal       | Nord-Trøndelag   | XN, XP                                                         |
| Bodø           | Nordland         | YE, YF, YH, YJ, FD                                             |
| Fauske         | Nordland         | YK, YL                                                         |
| Mo i Rana      | Nordland         | YA, YB, YC, YD                                                 |
| Mosjøen        | Nordland         | XV, XX, XY, XZ                                                 |
| Narvik         | Nordland         | YN, YP, YR, YS                                                 |
| Sortland       | Nordland         | YU, YV, YX                                                     |
| Svolvær        | Nordland         | YT, YY                                                         |
| Finnsnes       | Troms            | ZD, ZF, ZJ                                                     |
| Harstad        | Troms            | YZ, ZA, ZB                                                     |
| Storslett      | Troms            | FK                                                             |
| Tromsø         | Troms            | ZC, ZE, ZH, ZK, ZL, FC                                         |
| Alta           | Finnmark         | ZT, ZU, ZV, ZY, ZW                                             |
| Hammerfest     | Finnmark         | ZX                                                             |
| Kirkenes       | Finnmark         | ZS                                                             |
| Lakselv        | Finnmark         | ZZ                                                             |
| Vadsø          | Finnmark         | FR, ZP, ZR, LE                                                 |
| Svalbard       | Svalbard         | ZN                                                             |
| Eléctric       |                  | EL, EK, EV, EB, EC, ED, EE, EF, EH                             |
| Gas            |                  | GA                                                             |
| Hidrogen       |                  | HY                                                             |

Els vehicles amb motor elèctric porten les lletres EL, els de motor de gas GA i els d'hidrogen HY.

## Altres tipus

### Diplomàtiques
Els vehicles diplomàtics d'ambaixades o del personal diplomàtic porten unes plaques de fons blau i caràcters en groc. La combinació està formada per les lletres CD seguides de cinc xifres, on les dues primeres identifiquen l'estat.

### Militars
Els vehicles militars porten plaques de fons taronja amb caràcters en negre. La numeració es compon de cinc xifres. També se n'utilitzen unes amb els caràcters en vermell i amb les lletres FMU (Forsvarsmuseet, Museu de les Forces Armades) o T-U (Test og utvikling, Prova i Desenvolupament) seguides de tres xifres.

### Ral·li
Els vehicles que participen en ral·lis automobilístics, porten plaques de fons negre amb caràcters en blanc. Només poden conduir per la via pública per assistir a l'esdeveniment esportiu, així com per tornar-ne. Aquests vehicles estan exempts de l'impost de matriculació, d'aquí les restriccions d'ús.

### Fora de la via pública
Els vehicles utilitzats fora de les vies públiques, com poden ser els recintes interiors de ports, aeroports, explotacions mineres, motos de neu, etc, porten plaques de fons negre amb caràcters en groc. Aquests vehicles estan exempts de l'impost de matriculació, d'aquí les restriccions d'ús.

## Història

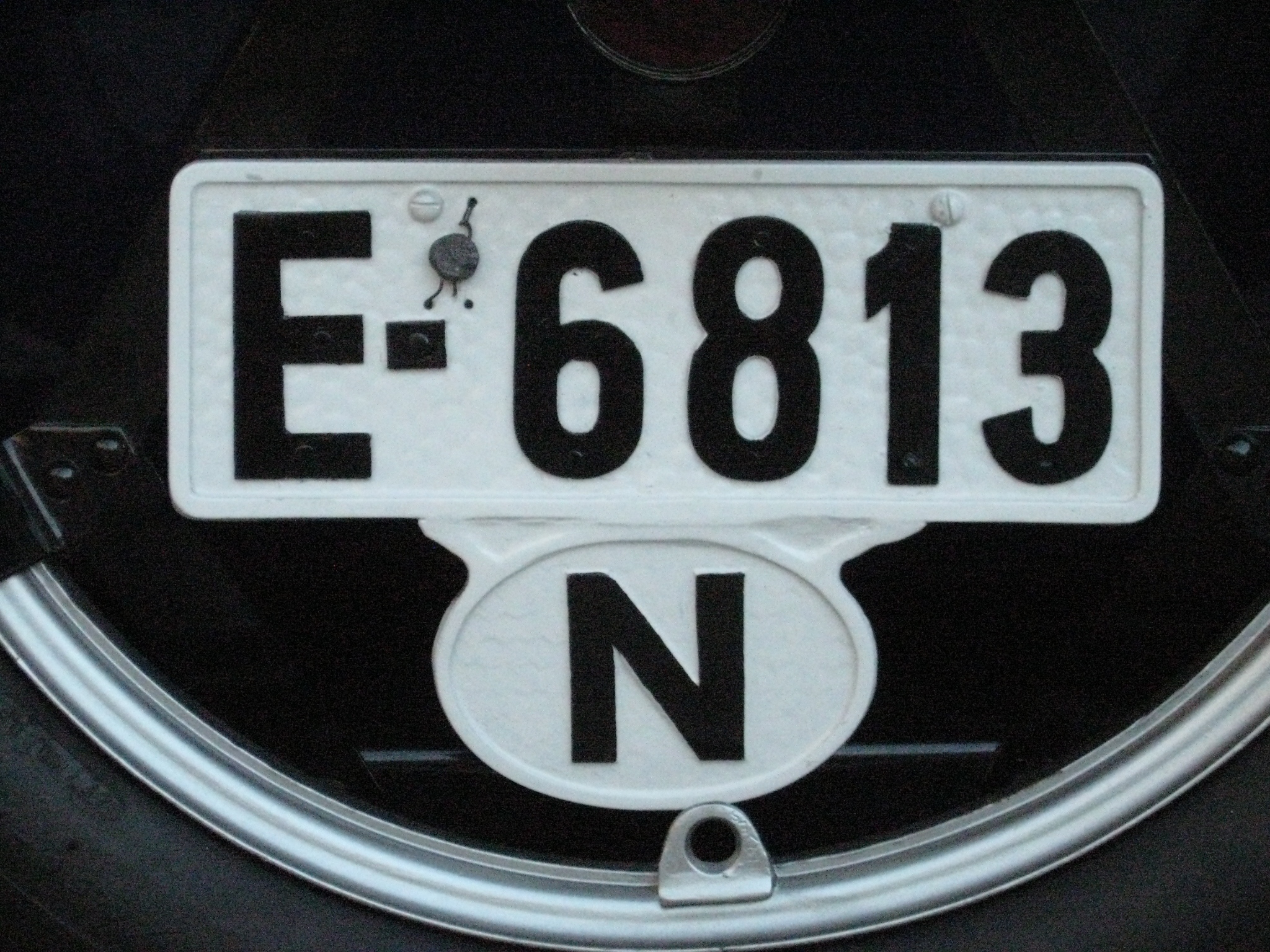
Matrícula històrica.

A partir de l'abril de 1900 i fins al març de 1913 plaques de matrícula eren negres i contenien xifres i el nom del comtat en color blanc. Els vehicles que són d'aquesta època poden utilitzar-les avui en dia.
A partir de l'abril de 1913 i fins al març de 1971 només es va utilitzar una sola lletra per a distingir la procedència del vehicle. A partir de 1958 una sèrie addicional de sis xifres en 3 grups estava en ús a Oslo. Els vehicles matriculats anteriorment al 1971 poden utilitzar aquest tipus de plaques. La pràctica comuna és utilitzar reproduccions de plaques el més semblant a quan el vehicle va ser registrat.